# 八多川 (徳島県)
八多川（はたがわ）は、徳島県徳島市を流れる勝浦川水系の河川である。

## 地理
八多川は勝浦川の支流であり、八多町や中津峰山を流れている。上流部の中津峰山には雌鴨の滝、雄鴨の滝、御来迎の滝、布引きの滝、蔵王の滝という5つの滝があり、これら5つの滝を俗に八多五滝という。
水質はCODが2ppmで、多くの生物が生息し非常に綺麗な水質である。その為、川にはカワムツ、ヨシノボリ、サワガニ、ザリガニ等の多くの生物が生息している。ただし、下流部に行くにつれ水の流れが悪く、干上がっている。

## 支流

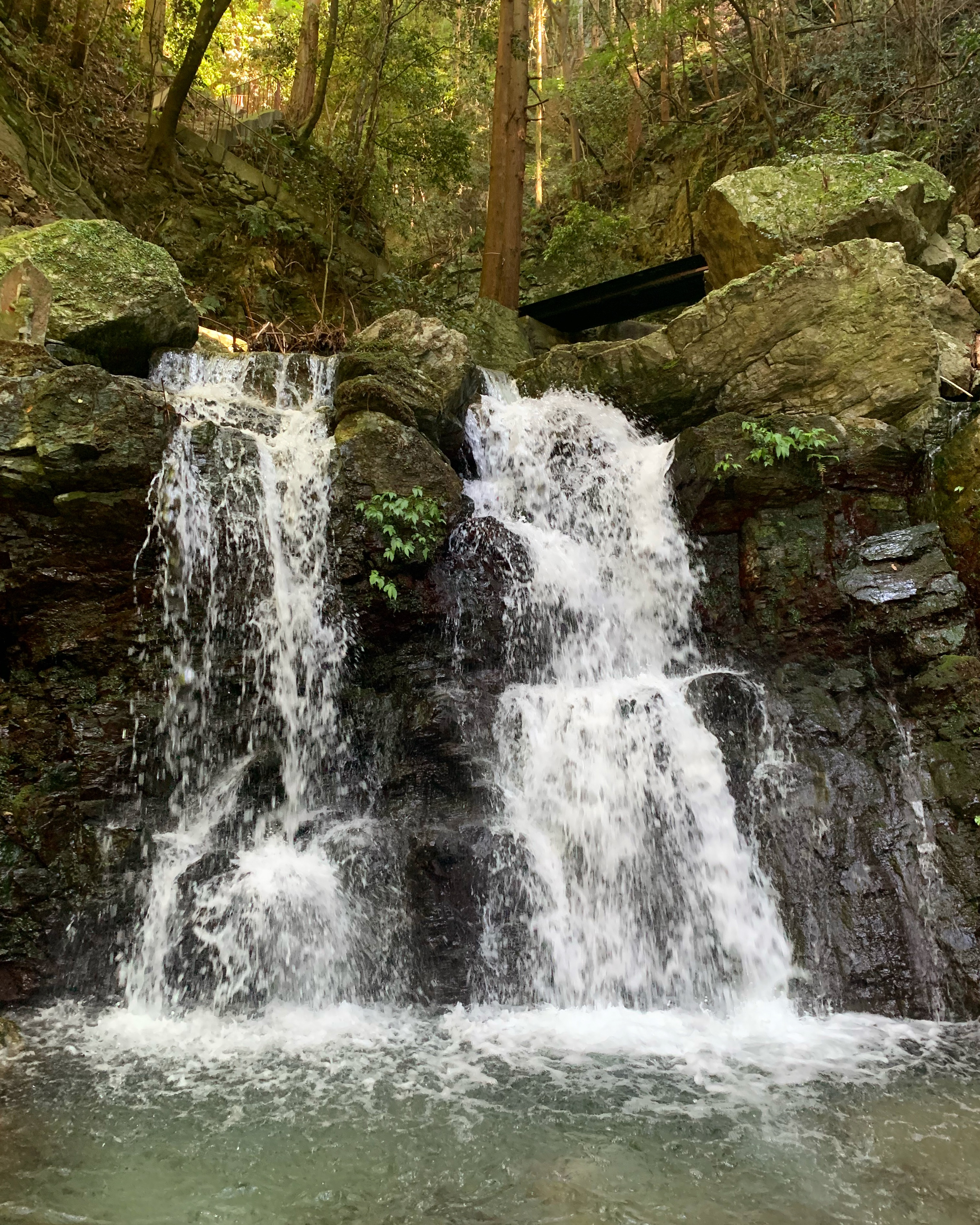
八多五滝

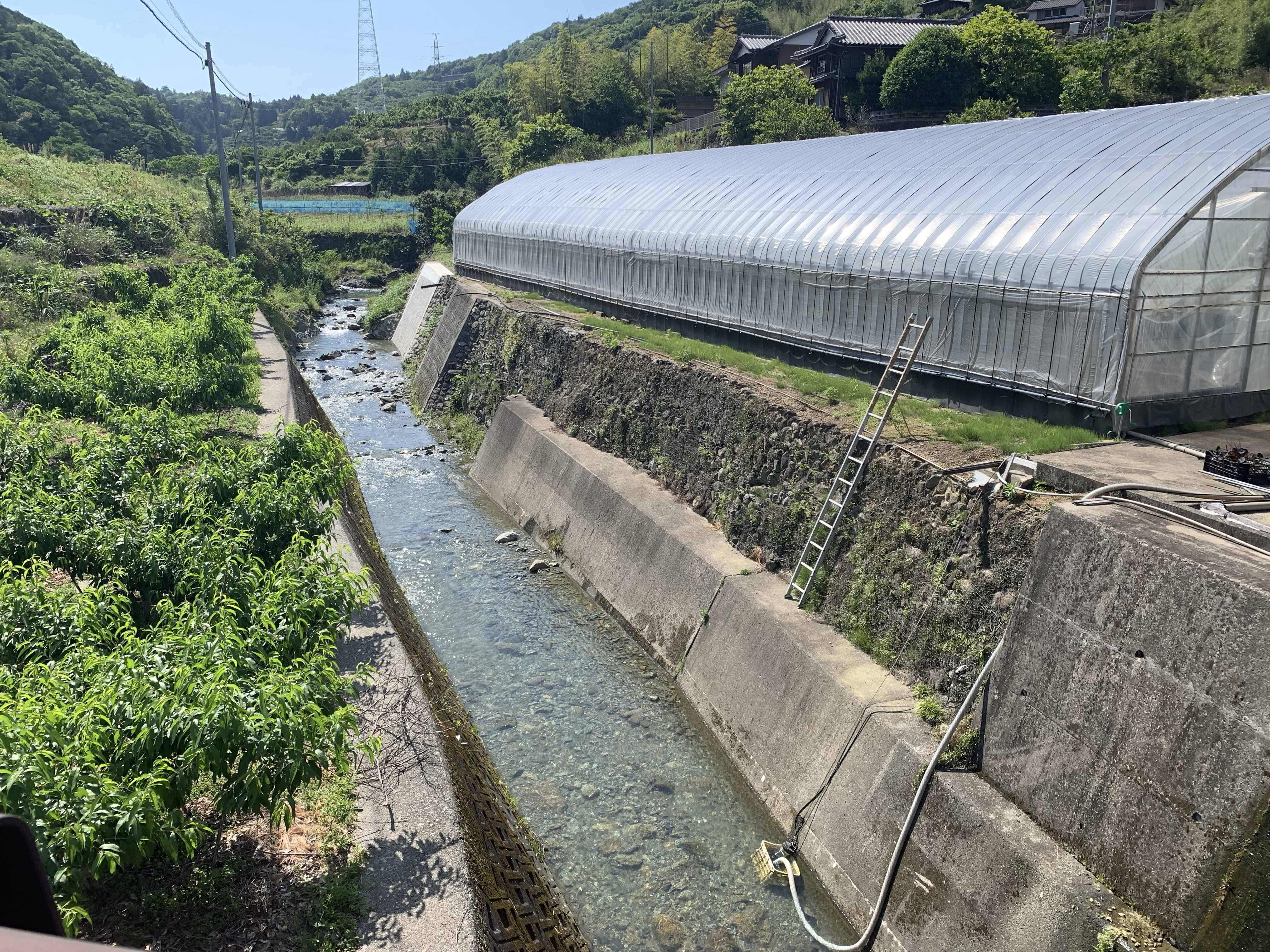
夏焼谷川
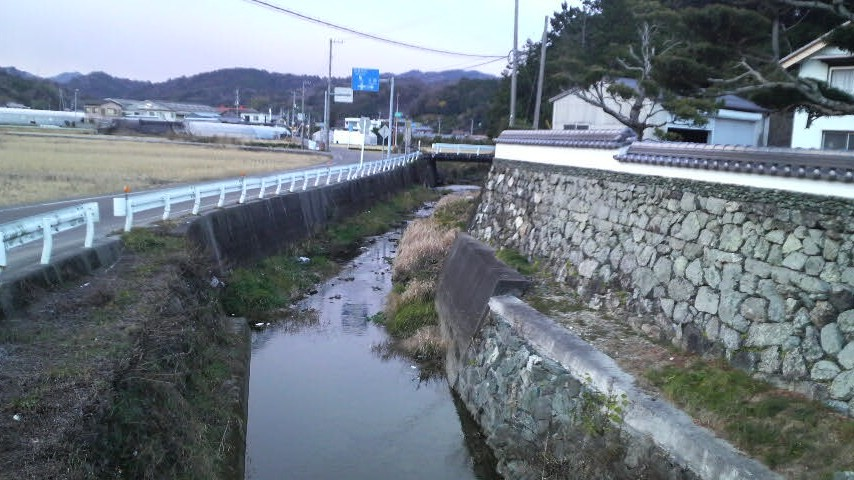
仕出川
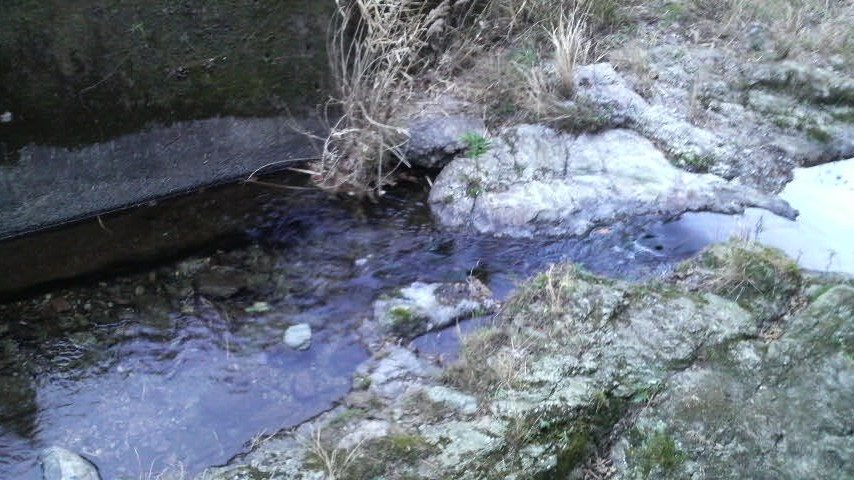
金谷川

- 夏焼谷川
- 仕出川
- 金谷川

## 自然
- 八多五滝
- 中津峰山

## 流域の施設
- 犬飼農村舞台（五王神社）
- 徳島市宮井小学校
- 徳島市宮井小学校八多分校
- 宇母理比古神社